# باول أوبينا أوبي
باول أوبينا أوبي (باليابانية: オビ パウエル オビンナ) (مواليد 18 ديسمبر 1997) هو لاعب كرة قدم ياباني.

## وصلات خارجية
- باول أوبينا أوبي على موقع رابطة كرة القدم اليابانية للمحترفين (اليابانية)
- باول أوبينا أوبي على موقع إي إس بي إن إف سي (الإنجليزية)
- باول أوبينا أوبي على موقع قاعدة بيانات كرة القدم.إي يو (الإنجليزية)
- باول أوبينا أوبي على موقع Soccerway.com (الإنجليزية)
- باول أوبينا أوبي على موقع عالم كرة القدم.نت (الإنجليزية)